# Transporte Urbano de Antequera
Transporte Urbano de Antequera es el nombre bajo el cual la empresa  de Protomed-10 del Grupo Vera opera el servicio de autobuses urbanos en la ciudad de Antequera (provincia de Málaga, España). El servicio está compuesto por tres líneas regulares.
Durante el año 2007 los autobuses urbanos de Antequera transportaron 182.000 viajeros, el 20% pensionistas. La L1 fue la que más pasajeros llevó, con 138.000 personas.

## Líneas
| Línea | Trayecto                                                                                          |
| ----- | ------------------------------------------------------------------------------------------------- |
| L1    | La Verónica – Edificio Cadi Pol. Industrial – Farmacia Barrio de los Remedios - Hospital comarcal |
| L2    | La Verónica – Barriada de San Juan – Barriada La Quinta                                           |
| L3    | Estación de autobuses - Plaza Castilla- Estación de Antequera-Santa Ana                           |